# Ладонија (Алабама)
Ладонија (енгл. Ladonia) насељено је место без административног статуса у америчкој савезној држави Алабама.

## Демографија
По попису из 2010. године број становника је 3.142, што је 87 (-2,7%) становника мање него 2000. године.
| Група             | 2000.         | 2010.         |
| Белци             | 2.937 (91,0%) | 2.674 (85,1%) |
| Афроамериканци    | 169 (5,2%)    | 308 (9,8%)    |
| Азијати           | 7 (0,2%)      | 9 (0,3%)      |
| Хиспаноамериканци | 47 (1,5%)     | 86 (2,7%)     |
| Укупно            | 3.229         | 3.142         |